# Neo Jie Shi
Neo Jie Shi (chiń. 梁洁诗; pinyin Liáng Jiéshī; ur. 20 maja 1985) – singapurska lekkoatletka specjalizująca się w biegach długodystansowych. Olimpijka.
Neo Jie Shi początkowo uprawiała biegi długodystansowe amatorsko – w 2006 po raz pierwszy wystartowała w półmaratonie, a rok później w maratonie. W 2011 zaczęła regularne treningi w klubie sportowym. W 2015 zajęła 8. miejsce w biegu maratońskim podczas igrzysk Azji Południowo-Wschodniej. W sierpniu 2016 wystartowała w olimpijskim maratonie – podczas biegu w Rio de Janeiro uzyskała czas 3:15:18, zajmując 131. pozycję.
Rekord życiowy: maraton – 3:09:57 (25 stycznia 2015, Singapur).

## Osiągnięcia
| Rok  | Impreza                             | Miejsce        | Konkurencja | Pozycja      | Wynik   |
| ---- | ----------------------------------- | -------------- | ----------- | ------------ | ------- |
| 2015 | Igrzyska Azji Południowo-Wschodniej | Singapur       | maraton     | 8. miejsce   | 3:35:54 |
| 2016 | Igrzyska olimpijskie                | Rio de Janeiro | maraton     | 131. miejsce | 3:15:18 |